# Аполлодор з Артеміти
Аполлодор з Артеміти (дав.-гр. Ἀπολλόδωρος Ἀρτεμιτηνός) — давньогрецький письменник з Артеміти у Вавилонії, жив на межі II — I віків до н. е.

## Біографія
Аполлодор народився у Артеміті, грецькому місті, яке знаходилося на відстані 500 стадій на схід від Селевкії-на-Тигрі. Відомий як автор «Парфики», книжки про історію Парфянського царства та сусідніх земель, зокрема Бактріани. Уривки з книги дійшли до нас у творах Страбона та Афінея. Деякі дослідники вважають, що Помпей Трог також використовував роботи Аполлодора при написанні свого твору «Філіппова історія». Згідно зі Страбоном, Аполлодор багато мандрував та відвідав багато країн. Вважається, що він був пов'язаний з торговою аристократією Селевкії-на-Тигрі і цим обумовлювалися його мандри. Аполлодор став засновником своєї наукової школи, присвяченої дослідженню Парфії.